# Каганович, Борис Моисеевич
Бори́с Моисе́евич Кагано́вич (16 мая 1934 — 20 октября 2023) — советский и российский учёный-энергетик, доктор технических наук. Специалист в области трубопроводных систем энергетики, вычислительных методов оптимизации и их приложений в химической термодинамике. Заслуженный деятель науки Российской Федерации (2007). Лауреат премии им. Г. М. Кржижановского (2009).

## Научная биография
В 1958 году окончил Московский текстильный институт по специальности «Энергетика промышленных предприятий», после чего был направлен на Людиновский тепловозостроительный завод механиком кислородной части. В 1962 году поступил иркутское отделение института «Промэнергопроект», где занимался проектированием систем теплоснабжения. В 1965 году перешел в Сибирский энергетический институт в лабораторию В. Я. Хасилева, под его руководством в 1971 году защитил кандидатскую диссертацию «Методы оптимизации тепловых сетей при совместной работе ТЭЦ и котельных» в МЭИ.
В 1979 году предложил новый подход к использованию методов математического программирования в термодинамическом анализе (модели экстремальных промежуточных состояний), который позже был развит им вместе с Е. Г. Анциферовым и С. П. Филипповым. Эти работы имели как теоретическое, так и практическое значение для исследования и прогнозирования технической и экологической эффективности технологий использования топлива. В 1991 году защитил докторскую диссертацию «Исследование энергетических технологий на основе методов термодинамики и теории цепей». В 1999 года получил звание профессора. Долгое время возглавлял лабораторию термодинамики СЭИ (ИСЭМ).
Научные интересы: техническая и химическая термодинамика, математическое программирование, теория гидравлических цепей, образование загрязняющих веществ при сжигании топлив, химия атмосферы.

## Достижения и премии
- Медаль ордена «За заслуги перед Отечеством» II степени (1999)[2]
- Звание «Заслуженный деятель науки Российской Федерации» (2007)[3]
- Премия имени Г. М. Кржижановского (2009, совместно с С. П. Филипповым и А. В. Кейко) — за серию работ «Технология термодинамического моделирования в энергетике»[4]

## Основные публикации
- Каганович Б. М. Дискретная оптимизация тепловых сетей. Новосибирск: Наука, Сибирское отделение, 1978. 85 с.
- Каганович Б. М., Филиппов С. П., Кавелин И. Я. Прогнозные исследования технологий использования угля. Иркутск: СЭИ, 1984. 220 с.
- Каганович Б. М., Филиппов С. П., Анциферов Е. Г. Эффективность энергетических технологий: термодинамика, экономика, прогнозы. Новосибирск: Наука, 1989. 256 с.
- Каганович Б. М., Филиппов С. П., Анциферов Е. Г. Моделирование термодинамических процессов. Новосибирск: Наука, 1993. 101 с.
- Каганович Б. М., Филиппов С. П. Равновесная термодинамика и математическое программирование. Новосибирск: Наука, Сибирская издательская фирма РАН, 1995. 236 с.
- Каганович Б. М., Меренков А. П., Балышев О. А. Элементы теории гетерогенных гидравлических цепей. Новосибирск: Наука, 1997. 120 с.
- Технология термодинамического моделирования. Редукция моделей движения к моделям покоя / Б. М. Каганович, А. В. Кейко, В. А. Шаманский, И. А. Ширкалин, М. С. Зароднюк. Новосибирск: Наука, 2010. 236 с.
- Экологический анализ сжигания топлив и развитие равновесного термодинамического моделирования состояний и траекторий / Б. М. Каганович, А. В. Кейко, В. А. Шаманский, М. С. Зароднюк // Вестник РФФИ. 2012. № 4. С. 61-73.
- Kaganovich B.M., Keiko A.V., Shamansky V.A. Equilibrium thermodynamic modeling of dissipative macroscopic systems / Ed. by D.H. West and G. Yablonsky // Advances in chemical engineering. Volume 39. Thermodynamics and kinetics of complex systems. Elsevier, 2010. P. 1-74. DOI: 10.1016/S0065-2377(10)39001-6
- On the interrelations between kinetics and thermodynamics as the theories of trajectories and states / B.M. Kaganovich, A.V. Keiko, V.A. Shamansky, M.S. Zarodnyuk // Chemical kinetics / Ed. by V. Patel. Intech: 2012. P. 31-60. DOI: 10.5772/1990
- Kaganovich B.M., Zarodnyuk M.S., Yakshin S.V. Construction of trajectories of irreversible processes on the basis of equilibrium thermodynamic propositions // Journal of Thermal Analysis and Calorimetry. 2018. V. 133. No. 2. P. 1225—1232. Kaganovich B.M., Zarodnyuk M.S., Yakshin S.V. Construction of trajectories of irreversible processes on the basis of equilibrium thermodynamic propositions // Journal of Thermal Analysis and Calorimetry. 2018. V. 133. No. 2. P. 1225—1232.